# Elizabeth Craven
Pour les articles homonymes, voir Craven.
Lady Elizabeth Berkeley, dite Lady Craven (1750-1828) est une femme de lettres anglaise.
Née à Spring Gardens, elle était fille du comte de Berkeley. Elle épousa en 1767 le baron Craven dont elle eut sept enfants. Abandonnée par son époux (1781), elle sollicita le divorce, et quitta l'Angleterre pour voyager. 
Accueillie avec distinction dans toutes les cours de l'Europe, elle finit par se fixer auprès du margrave d'Ansbach, à qui elle avait inspiré la plus vive passion, et qui l'épousa dès qu'elle fut devenue veuve (30 octobre 1791). Elle se retira alors avec son époux en Angleterre sur la propriété de Brandenburg House. 
Après la mort de son époux en 1806, elle reprend ses voyages. Elle meurt à Naples à l'âge de 78 ans et est enterrée au cimetière anglais de Naples.
Lady Craven avait écrit un poème dès l'âge de 17 ans. Plus tard, elle composa quelques pièces de théâtre. On a encore d'elle un Voyage à Constantinople en passant par la Crimée (Londres, 1789), et des Mémoires, qui parurent à Londres en 1825.

## Vie personnelle
Sa vie fut jalonnée de scandales : après treize ans de mariage, sept enfants et des liaisons rapportées des deux côtés, elle et son premier mari, le baron Craven (mariés depuis le 30 mai 1767), se séparent de façon permanente en 1780. Par la suite, elle vécut en France et voyagea sur le continent.
Pendant un certain nombre d'années, elle a entretenu une relation amoureuse avec Charles-Alexandre de Brandebourg-Ansbach-Bayreuth dont la femme depuis 1754, la princesse Frédérique-Caroline de Saxe-Cobourg-Saalfeld, est morte en Allemagne, le 18 février 1791. Le mari de Lady Craven est mort à Lausanne le 26 septembre 1791. Le couple s'est alors marié à Lisbonne le 30 octobre 1791 et s'est installé en Angleterre. Alors que le margrave a été snobé par les dames soucieuses de leur réputation, ainsi que par le cousin de son dernier mari, le roi George III lui-même et aussi bien que par la reine Marie-Antoinette lors de sa visite en France, le couple a vécu une vie opulente à Hammersmith, Londres, et Benham Park à  Speen, dans le Berkshire.
Néanmoins, Elizabeth n'a jamais été légalement autorisée à partager le rang allemand et le titre de son mari. Le 20 février 1801, elle obtient le titre  morganatique de « princesse » (Fürstin) « Berkeley » par le dernier empereur,  François II. En fait, Charles Alexandre étant le dernier de sa branche de la Maison de Hohenzollern et sans enfant, avait échangé son droit d'aînesse héréditaire avec les apanages d' Ansbach et de  Bayreuth pour une  rente de 300 000 florins de son  pater familias , le roi Frédéric-Guillaume II de Prusse, un mois après son second mariage. En Angleterre, cependant, le couple a été généralement connu sous le nom de « margrave et margravine de Brandebourg-Ansbach ». [citation nécessaire]
Après la mort de Charles Alexander à Benham Park en 1806, Elizabeth a déménagé à Naples. Elle est morte à Craven Villa à Posillipo et a été enterrée en 1828 au cimetière anglais de Naples. Ses liens avec Hammersmith sont commémorés dans le nom de deux rues dans la région : Margrave Gardens et Margrave Road.

## Travaux
Très tôt dans sa carrière littéraire, elle écrit des farces légères, des pantomimes et des fables dont la plupart ne reçoivent guère un accueil enthousiaste à Londres. Elle connaît Samuel Johnson et James Boswell ; elle devient une amie proche d'Horace Walpole qui publie ses premières œuvres :
- The Sleep-Walker (trad. de Pont de Vile's comedy La somnambule, 1778)
- Modern Anecdotes of the Ancient Family of the Kinkvervankotsdarsprakengotchderns (satire, 1779)
- The Miniature Picture (play, 1781)
- A Journey through the Crimea to Constantinople (récit de voyage, 1789)
- The Georgian Princess (produced 1798; published 1799). Ed. with an introduction de John Franceschina. British Women Playwrights around 1800. 15 janvier 2001.
- Letters from the Right Honorable Lady Craven, to his serene highness the margrave of Anspach, during her travels through France, Germany, and Russia in 1785 and 1786 (récit de voyage, 1814)
- Memoirs (1826)

Très peu de ses compositions musicales nous sont parvenues :
- O Mistress Mine (arrangement musical , vers 1875)
- The Princess of Georgia (opéra, 1799)[3].